# Jovan Skerlić
Jovan Skerlić (Belgrado, 20 agosto 1877 – Belgrado, 15 maggio 1914) è stato uno scrittore e critico letterario serbo.
Fu uno dei più importanti critici letterari serbi del prima metà del ventesimo secolo, insieme a Bogdan Popović. Rivoluzionò infatti la scena letteraria serba sul finire del diciannovesimo secolo; nonostante la morte prematura riuscì a portare a termine una notevole mole di opere che connettevano storia e critica letteraria.
Diviene professore di letteratura francese alla Belgrade École Normale, professore di letteratura serba all'Università di Belgrado, membro della Skupština (il parlamento serbo) ed editore di numerosi periodici letterari.
Grazie alle sue simpatie politiche di stampo socialista divenne un sostenitore delle idee di Svetozar Marković, del quale scrisse la biografia postuma.